# Michele Macrì
Michele Macrì (Bianco, 1920 – Monginevro, 20 giugno 1940) è stato un militare italiano, insignito della medaglia d'oro al valor militare alla memoria nel corso della seconda guerra mondiale.

## Biografia
Nacque a Bianco nel 1920, figlio di Francesco e Giuseppina Falduto. Di professione agricoltore, lasciò la coltivazione dei campi e si arruolò volontario nel Regio Esercito il 31 marzo 1939 in qualità di allievo sottufficiale, assegnato a frequentare a Scuola del 51º Reggimento fanteria di stanza a Rieti. Nel febbraio dell'anno successivo venne promosso sergente. Destinato a prestare servizio presso il 53º Reggimento fanteria della 2ª Divisione fanteria "Sforzesca" fu assegnato alla 11ª Compagnia, assumendo il comando di una squadra di fucilieri con la quale, dall'11 giugno 1940 prese parte alle operazioni di guerra sulla fronte occidentale. Cadde in combattimento a Bois de la Prairie, sul Monginevro, il 20 giugno, e fu successivamente insignito della medaglia d'oro al valor militare alla memoria.

### Fonti
1. ↑  Gruppo Medaglie d'Oro al Valore Militare 1965, p. 393.
2. 1 2 3  Combattenti Liberazione.
3. ↑  Gazzetta Ufficiale della Repubblica Italiana n.12 del 14 gennaio 1961, pag.196.
4. ↑  Quirinale.it.
5. ↑  Registrato alla Corte dei conti il 3 settembre 1942,  guerra registro 34, foglio 290.